# Собікув
Собікув (пол. Sobików) — село в Польщі, у гміні Ґура-Кальварія Пясечинського повіту Мазовецького воєводства.
Населення — 209 осіб (2011).
У 1975-1998 роках село належало до Варшавського воєводства.

## Демографія
Демографічна структура станом на 31 березня 2011 року:
|          | Загалом | Допрацездатний вік | Працездатний вік | Постпрацездатний вік |
| -------- | ------- | ------------------ | ---------------- | -------------------- |
| Чоловіки | 107     | 27                 | 72               | 8                    |
| Жінки    | 102     | 19                 | 67               | 16                   |
| Разом    | 209     | 46                 | 139              | 24                   |